# 43e brigade mécanisée
La 43e brigade mécanisée (en ukrainien : 43-ма окрема механізована бригада, abrégé de 43 ОМБр ; numéro d'unité militaire А4698) est une grande unité d'infanterie mécanisée de l'Armée de terre ukrainienne.

## Historique

### Invasion russe de l'Ukraine

#### Création
Durant l'hiver 2022-2023, les Forces armées de l'Ukraine ont commencé à préparer une contre-offensive prévue pour la fin du printemps. Dans ce cadre, plusieurs nouvelles brigades ont été mises sur pied, équipées notamment avec du matériel fourni par les Occidentaux, ainsi qu'en partie entraînées par eux. Parmi ces nouvelles unités, il y a la 43e brigade mécanisée, formée à au cours de l'année 2023, à partir d'un bataillon mécanisé de la 93e brigade mécanisée.

#### Secteur de Koupiansk
En août 2023, la 43e brigade est identifiée en OSINT dans le secteur de Svatove près du front dans l'oblast de Louhansk avec la 68e brigade de chasseurs, elle repousse une attaque russe menée par deux brigades d'infanterie et deux régiments de la 4e division de chars, infligeant de lourdes pertes aux unités ennemies. À partir de décembre 2023, elle est repositionnée plus au nord, à Kyslivka (Oblast de Kharkiv) lors de l'offensive russe de Koupiansk. Elle défend début juin 2024 le village d'Ivanivka de plusieurs assauts russes, détruisant de nombreux véhicules blindés. Dans les semaines suivantes, la brigade repousse de nouvelles attaques russes qui tentent de progresser dans le secteur.

## Structure

### Ordre de bataille
Au 5 décembre 2023 la structure connue de la brigade est la suivante : 
- État-major de la brigade,
  - 
    -  Compagnie de protection du QG ;

  -  1er bataillon mécanisé (BMP-1, M113) ;
  -  2e bataillon mécanisé (BMP-1, M113) ;
  -  3e bataillon mécanisé (BMP-1, M113) ;
  -  413e bataillon de fusiliers (unité militaire A4858) ;
  -  413e bataillon de fusiliers (unité militaire A4858) ;
  -  Bataillon de chars (T-64BV modèle 2017);
  -  Groupe  d'artillerie de la brigade :
    - 
      - batterie de contrôle et d'acquisition de cibles ;

    - 1er bataillon (дивізіон)[7] d'artillerie automotrice (2S1 Gvozdika) ;
    - 2e bataillon d'artillerie automotrice (2S1 Gvozdika) ;
    - Bataillon de lance-roquettes multiples (BM-21 Grad) ;
    -  Compagnie antichar

  -  Bataillon antiaérien ;
  -  Compagnie de reconnaissance ;
  -  Bataillon de drones Nebesna Mara
  -  Bataillon du génie ;
  -  Bataillon de maintenance ;
  -  Bataillon logistique ;
  -  Compagnie de transmissions ;
  -  Compagnie de radar (désignation d'objectifs) ;
  -  Compagnie médicale (soins et évacuation) ;
  -  Compagnie de protection NRBC.

### Équipement
La dotation et l'équipement de la 43e brigade sont encore peu connus fin 2023. Parmi les véhicules identifiés, il semblerait que son bataillon de chars soit équipé de T-64BV modèle 2017. Ses bataillons mécanisés sont équipés de véhicules BMP-1 et M113, et son artillerie de pièces 2S1 Gvozdika